# صينيون جنوب إفريقيا
الصينيون في جنوب أفريقيا (بالصينية التقليدية: 華裔南非人؛ وبالصينية المبسطة: 华裔南非人) هم الجالية الصينية المقيمة في جنوب أفريقيا، ويشمل ذلك أحفاد المهاجرين الذين قدموا إلى جنوب أفريقيا في أوائل القرن العشرين، حتى تم حظر الهجرة الصينية بموجب "قانون استبعاد الصينيين" لعام 1904.
الصناعيون الصينيون القادمون من جمهورية الصين (تايوان) الذين وصلوا في سبعينيات وثمانينيات وأوائل تسعينيات القرن العشرين، بالإضافة إلى المهاجرين الذين قدموا بعد انتهاء نظام الفصل العنصري (معظمهم من الصين القارية)، أصبحوا الآن يفوقون عدد الصينيين المولودين محليًا في جنوب أفريقيا.
تضم جنوب أفريقيا أكبر عدد من السكان الصينيين في أفريقيا، ويتركز معظمهم في جوهانسبرغ، التي تُعد مركزًا اقتصاديًا في جنوب القارة.
يمكن تقسيم هجرة الصينيين إلى ثلاث فترات. وصلت المجموعة الأولى في أواخر الثمانينيات وأوائل التسعينيات مع المهاجرين التايوانيين. على عكس المهاجرين التايوانيين، الذين افتقروا إلى رأس المال لبدء شركات كبيرة، أسس معظمهم شركات صغيرة. ورغم أنهم أصبحوا مزدهرين نسبيًا، غادر عدد كبير من هذه المجموعة جنوب إفريقيا، إما عائدين إلى الصين أو إلى دول غربية أكثر تطورًا، في نفس الفترة تقريبًا ولنفس الأسباب التي دفعت المهاجرين التايوانيين للمغادرة. المجموعة الثانية، التي وصلت غالبًا من مقاطعتي جيانغسو وتشجيانغ في التسعينيات، كانت أكثر ثراءً وتعليمًا وتميزت بروح ريادية عالية. أما المجموعة الأخيرة والمستمرة، التي بدأت بالوصول بعد عام 2000، فتتألف بشكل رئيسي من تجار صغار وفلاحين من مقاطعة فوجيان. هناك أيضًا العديد من الصينيين من مناطق أخرى في الصين. حتى عام 2013، كان هناك 57 جمعية صينية إقليمية مختلفة تعمل في حي سيريلدين الصيني</ref> .
وبعد انتهاء نظام الفصل العنصري في عام 1994، بدأ المهاجرون من الصين القارية بالتوافد بأعداد كبيرة إلى جنوب أفريقيا، مما أدى إلى ارتفاع عدد السكان الصينيين في البلاد إلى ما يُقدّر بين 300,000 و400,000 شخص بحلول عام 2015. في جوهانسبرغ تحديدًا، ظهرت "حي صيني" جديد في الضواحي الشرقية، وتحديدًا في منطقتي سيريلدين وبروماليك، ليحل محل الحي الصيني القديم الذي بدأ بالتراجع في وسط المدينة. كما تم إنشاء مجمّع سكني صيني في بلدة صغيرة تُدعى برونخورستسبرويت شرق بريتوريا، بالإضافة إلى تطوير "مدينة" ضخمة جديدة في جوهانسبرج.